# Curimatopsis crypticus
Curimatopsis crypticus és una espècie de peix de la família dels curimàtids i de l'ordre dels caraciformes.

## Morfologia
- Els mascles poden assolir 5 cm de llargària total[4] i són més petits que les femelles.[5]

## Hàbitat
Viu en zones de clima tropical.

## Distribució geogràfica
Es troba a Sud-amèrica: conca del riu Amazones i rius costaners de la Guaiana, Surinam i la Guaiana Francesa.

## Costums
Forma moles a prop de la superfície de l'aigua.